# Przylaski (województwo lubuskie)
Przylaski – wieś w Polsce, położona w województwie lubuskim, w powiecie żagańskim, w gminie Brzeźnica.
| SIMC    | Nazwa      | Rodzaj     |
| ------- | ---------- | ---------- |
| 0908308 | Wojsławice | przysiółek |

W latach 1975–1998 wieś położona była w województwie zielonogórskim.

## Demografia
Liczba mieszkańców miejscowości w poszczególnych latach:
| Rok  | Ilość mieszkańców |
| ---- | ----------------- |
| 1998 | 259               |
| 2002 | 235               |
| 2007 | 226               |
| 2009 | 230               |
| 2011 | 235               |
| 2021 | 208               |